# Tomasz Siminiak
Tomasz Leszek Siminiak (ur. 25 października 1960 we Wrocławiu) – kardiolog, nauczyciel akademicki, profesor Uniwersytetu Medycznego im. K. Marcinkowskiego w Poznaniu, twórca pracowni hemodynamiki Szpitala Rehabilitacyjno-Kardiologicznego w Kowanówku.
Tadeusz Siminiak 10 stycznia 2021 uzyskała tytuł profesora nauk medycznych.
Profesor Siminiak opracował i wdrożył jako pierwszy w Polsce metodę leczenia operacyjnego zastawki serca bez otwierania klatki piersiowej. Wprowadził w tym celu nowatorską metodę zabiegową z dostępem przez żyły serca.
Ponadto opracował pionierską metodę regeneracji blizn pozawałowych. Jego badaniom naukowym patronowała Komisja Europejska.
Osiągnięcia profesora Siminiaka były prezentowane podczas krajowych, europejskich i amerykańskich kongresów kardiologicznych oraz na Światowym Kongresie Kardiologii.